# Брукдејл (Калифорнија)
Брукдејл (енгл. Brookdale) насељено је место без административног статуса у америчкој савезној држави Калифорнија.

## Демографија
По попису из 2010. године број становника је 1.991.
| Група             | 2000.    | 2010.         |
| Белци             | 0 (0,0%) | 1.680 (84,4%) |
| Афроамериканци    | 0 (0,0%) | 9 (0,5%)      |
| Азијати           | 0 (0,0%) | 19 (1,0%)     |
| Хиспаноамериканци | 0 (0,0%) | 202 (10,1%)   |
| Укупно            | 0        | 1.991         |